# Statue du petit vigneron
La statue du petit vigneron est un monument situé à Colmar, dans le département français du Haut-Rhin.

## Localisation
Cette œuvre est située à l'angle de la rue des Vignerons et de la rue des Écoles à Colmar, dans une niche du marché couvert.

## Historique
Cette statue est une demande de la ville de Colmar, en 1867, qui souhaitait adoucir la sévérité du marché couvert nouvellement construit en l'égayant d'une sculpture décorative.[réf. nécessaire]
Depuis 1986, la statue est une copie dont l'originale est conservée au musée Bartholdi. Une seconde copie a été offerte à la ville de Princeton aux États-Unis, à l'occasion de son jumelage avec Colmar,.

## Architecture
La statue a été réalisée en 1869 par Bartholdi et inaugurée le 15 août de la même année.

## Autres œuvres du sculpteur à Colmar
- Fontaine Roesselmann
- Fontaine Schwendi
- Monument Hirn
- Monument à l'amiral Bruat
- Monument au général Rapp
- Monument à Martin Schongauer
- Les grands Soutiens du monde
- Statue du tonnelier alsacien

## Galerie

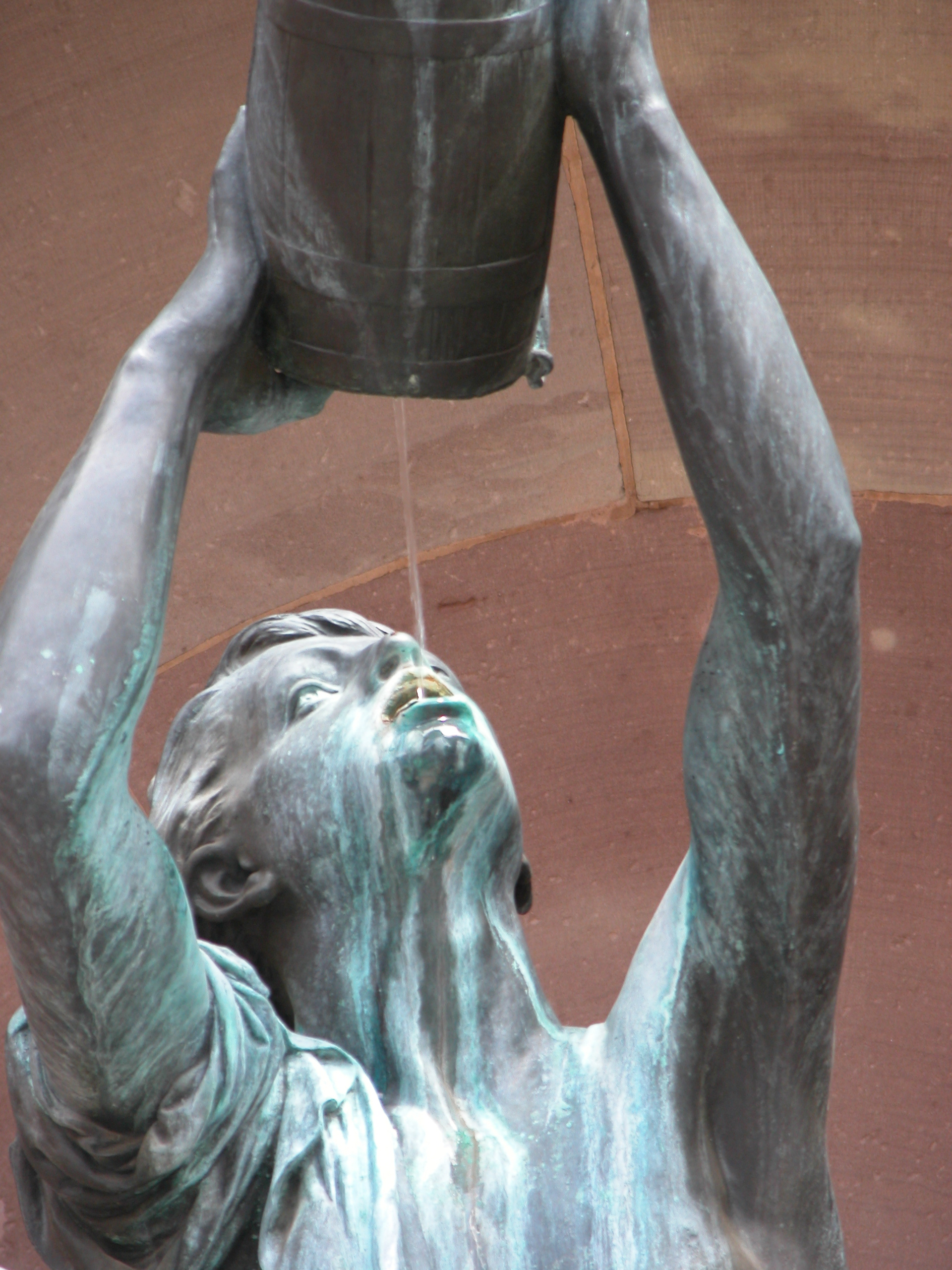
Tête du vigneron